# 贝尔维尔核电站
贝尔维尔核电站（法語：Centrale nucléaire de Belleville）是法国的一个核电站，位于谢尔省东北部卢瓦尔河畔贝尔维尔，卢瓦尔河左岸，是中央-盧瓦爾河谷大區的四个核电站之一，另外三个是当皮埃尔核电站、圣洛朗核电站和希农核电站。

## 概述

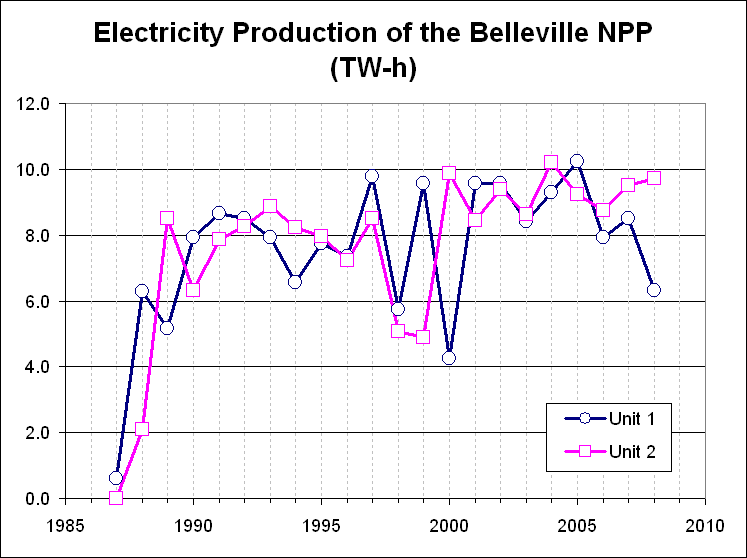
核电站性能

该核电站园区占地170公顷，位于一个防洪的4.6米高的平台上，每年平均生产190亿千瓦时电力输入电网，因此涵盖了约4%的法国电力生产。
第一台机组于1980年5月1日开始建造，并于1987年10月14日开始运行。第二台机组于1980年8月1日开始建造，1988年7月6日开始运行。1号和2号机组计划在2028年和2029年分别关闭反应堆。